# Artašat

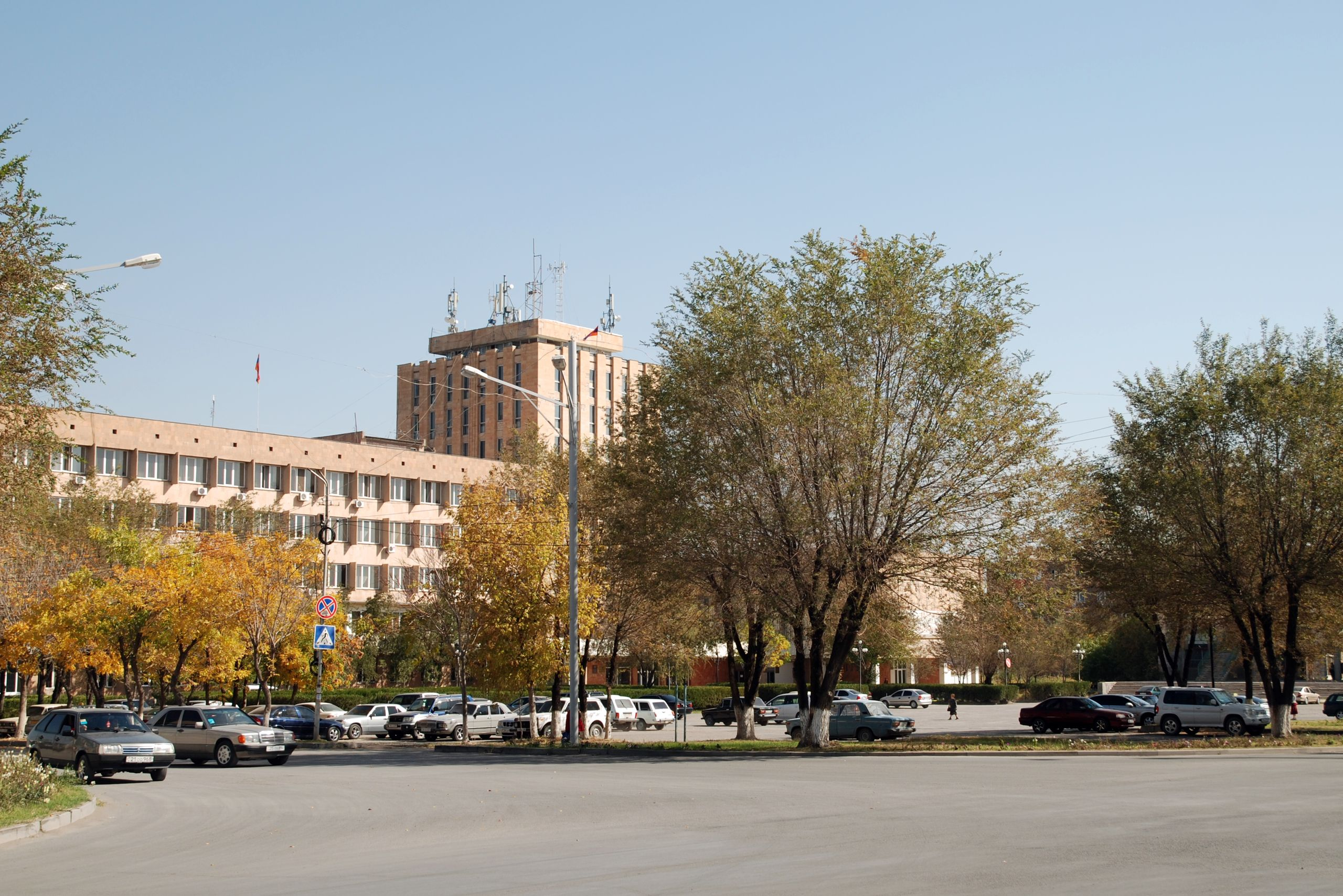
Radnice a krajský úřad

Artašat (arménsky Արտաշատ) je hlavní město provincie Ararat v Arménii. Leží na řece Araks, 30 kilometrů jihovýchodně od Jerevanu. Bylo založeno teprve roku 1962 arménskou vládou (v éře Sovětského svazu) a pojmenováno dle nedalekého, asi 8 kilometrů vzdáleného, starověkého města Artašat, které bylo založeno roku 176 př. n. l. králem Artašesem I., a které bylo ve starověku hlavním městem Arménie (185 př. n. l. – 120), avšak z něhož zbyly jen ruiny. V Artašatu žije přibližně 21 tisíc obyvatel.
Ve městě působil fotbalový klub FC Dvin Artašat, avšak roku 1999 kvůli finančním problémům zanikl.